# COROT-9 b
COROT-9 b – planeta pozasłoneczna odkryta w 2008 roku, położona w gwiazdozbiorze Węża w odległości ok. 1500 lat świetlnych od Ziemi. Obiega ona gwiazdę COROT-9, podobną do Słońca. Jest to pierwsza planeta pozasłoneczna, którą można szczegółowo badać.

## Charakterystyka fizyczna
Planeta COROT-9b ma rozmiary zbliżone do Jowisza, a jej orbita przypomina orbitę Merkurego. Jest zbudowana głównie z wodoru i helu, może jednak zawierać 20 ziemskich mas innej materii, na przykład wody czy skał znajdujących się pod wysokim ciśnieniem i o wysokiej temperaturze. Planeta ta okrąża swoją gwiazdę w ciągu około 95 dni.
| Jowisz | COROT-9 b |
| ------ | --------- |
|        |           |

## Badania planety
Corot-9b tranzytuje tarczę swej gwiazdy w czasie około 8 godzin, co daje możliwości prowadzenia dalszych badań planety. Ponieważ jest to planeta podobna do wielu odkrytych do tej pory planet pozasłonecznych, możliwość dalszych szczegółowych badań jest dla astronomów niezwykle cenna. Corot-9b wyróżnia się spośród innych planet odkrytych metodą tranzytu posiadając 10 razy większą orbitę. Oznacza to, że klimat tej planety jest stosunkowo umiarkowany, a temperaturę powierzchni szacuje się na pomiędzy –20 a +160°C z nieznacznymi różnicami pomiędzy dniem a nocą. Jednak dokładna ocena temperatury zależy od możliwości występowania warstwy chmur o dużym albedo.